# Козлово (Рославльский район)
Козлово — деревня в Рославльском районе Смоленской области России. Входит в состав Хорошовского сельского поселения. Население — 60 жителей (2007 год). 
Расположена в южной части области в 1 км к северо-западу от Рославля, в 1 км западнее автодороги А141 Орёл — Витебск, на берегу реки Остёр. В 2 км северо-восточнее деревни расположена железнодорожная станция Козловка на линии Смоленск — Рославль. 

## История
В годы Великой Отечественной войны деревня была оккупирована гитлеровскими войсками в августе 1941 года, освобождена в сентябре 1943 года.